# Tradycja, Rodzina i Własność
Tradycja, Rodzina i Własność (Tradition, Family and Property – TFP) – organizacja pozarządowa non-profit. Została założona w São Paulo 26 lipca 1960 przez Brazylijczyków: m.in. Plinia Corrêę de Oliveirę, Fernando Furquim de Almeidę, José Gonzagę de Arrudę, Paulo Barrosa de Ulhôa Cintrę, Alberto Luiza Du Plessisa, João Sampaio Nettę, Giocondo Mário Vitę, José Fernando de Camargę, José de Azeredo Santosa, José Carlosa Castilho de Andradę, Adolpho Lindenberga, Luiza Nazareno Teixeirę de Assumpção F°, Fabio Vidigala Xaviera da Silveirę.
Program stowarzyszenia bazuje na książce autorstwa Plinia Corrêi de Oliveiry pt. Rewolucja i Kontrrewolucja, w której opisuje on, że chrześcijaństwo poddane zostało działaniu rewolucji, od renesansowego humanizmu w końcu wieku XIV poprzez rewolucję francuską i rewolucję komunistyczną, co doprowadziło chrześcijaństwo do rozkładu społecznego, moralnego i kryzysu religijnego i że odpowiedzią na ten proces musi być kontrrewolucja.
TFP jest organizacją świeckich katolików, która działa na podstawie kanonu 299 § 1 mówiącego o dobrowolnych stowarzyszeniach wiernych. Nie starała się nigdy o oficjalną aprobatę władz kościelnych.
Była natomiast w historii krytykowana przez władze Kościoła rzymskokatolickiego. Konferencja Episkopatu Brazylii wydała w 1985 dokument w którym biskupi Brazylii nawołują katolików by nie zapisywali się do TFP i nie współpracowali z TFP:

„Brak wspólnoty TFP (Brazylijskiej wspólnoty na rzecz Obrony Tradycji Rodziny i Własności) z Kościołem w Brazylii, jego hierarchami i Ojcem Świętym.
Jego ezoteryczny charakter, fanatyzm religijny, kult, jakim obdarza się osobę jego założyciela oraz jego rodzicielki, nadużywanie imienia Najświętszej Maryi Panny, o czym krążą wieści, nie mogą w żaden sposób zasłużyć na aprobatę Kościoła.
Z przykrością patrzymy na kłopotliwość świeckiego stowarzyszenia, które przybiera formę katolickiej instytucji religijnej, bez łączności z prawowitymi duszpasterzami.
Tym samym, biskupi Brazylii przestrzegają katolików, aby nie zapisywali się do TFP, ani z nim nie współpracowali”.

Z kolei z punktu widzenia prawa państwowego można ją uznać za organizację non-profit. Jej źródło utrzymania stanowią dobrowolne datki.
Na początku działalności latach 60. organizacja skupiała się na walce z komunizmem, sprzeciwiała się proponowanej wtedy reformie rolnej w Brazylii W latach 70. walczyła z teologią wyzwolenia. Poprzez społeczną akcję zbiórki podpisów promowała w międzynarodowej opinii poparcie dla Litwy w odłączeniu się od Związku Radzieckiego.
Organizacja Tradycja, Rodzina i Własność była w roku 1995 przedmiotem analizy francuskiej komisji śledczej ds. sekt. W raporcie tym TFP zostało określone jako jeden z najbardziej aktywnych ruchów pseudo-katolickich.
Ruch TFP jest obecny w wielu krajach świata, szczególnie w krajach Ameryki Łacińskiej, a także m.in. w Hiszpanii (od 1971), Portugalii, Stanach Zjednoczonych (w obu od 1974), we Włoszech (od 1976), Francji (od 1977), w Wielkiej Brytanii (od 1980), Niemczech (od 1982), Republice Południowej Afryki (od 1983), Australii (od 1988), Indiach (od 1992), Austrii (od 1999) czy Irlandii (od 2004). W Polsce to środowisko skupione jest wokół Stowarzyszenia Kultury Chrześcijańskiej im. ks. Piotra Skargi. Fragment logo TFP wykorzystany jest w logo Ordo Iuris.